# Списак острва у Црној Гори
Црна Гора има неколико острва смјештених у Јадранском мору и Скадарском језеру. Због неразуђености обале, број црногорских острва у Јадранском мору је мали.

## Острва у Јадранском мору
- Свети Никола поред Будве
- Света Неђеља
- Катич
- Ада Бојана
- Свети Стефан (данас полуострво) близу Будве

### Бока которска
- Превлака на улазу у бококоторски залив
- Мамула на улазу у бококоторски залив
- Острво Ваведење на улазу у бококоторски залив
- Зановетни Шкољиц увала Кртоли покрај Тивта
- Госпа од Милости увала Кртоли покрај Тивта
- Свети Марко увала Кртоли покрај Тивта
- Острво Цвијећа увала Кртоли покрај Тивта
- Госпа од Шкрпјела покрај Пераста
- Свети Ђорђе покрај Пераста

## Острва у Скадарском језеру
- Врањина
- Грможур (бивше затворско острво)
- Старчево
- Бешка
- Омерова горица
- Крајински архипелаг (50 мањих острва)